# Михај Еминеску
Михај Еминеску, рођен као Михај Еминовичи (Ботошани, 15. јануар 1850 — Букурешт, 15. јун 1889), био је румунски романтичарски песник, романописац и новинар који се сматра најутицајнијим и најпознатијим румунским песником, као и први модерни песник у румунској књижевности. Еминеску је био активан члан књижевног друштва Јунимеа (рум. Junimea) и радио као уредник новина Време (рум. Timpul), званичних новина Конзервативне партије (1880—1918). Његова поезија је први пут објављена када је имао 16 година, а са 19 година је отпутовао у Беч на студије. Рукописе песника, који се састоје од 46 томова и око 14.000 страница, понуђени су од стране Титуа Мајорескуа као поклон Румунској академији током састанка који је одржан 25. јануара 1902. године. Као његова значајнија дела издвајају се Луцифер (рум. Luceafărul), Ода у древној метрици (рум. Odă în metru antic), као и пет Писама (Посланице/Сатире). У својим песмама он је често користио метафизичке, митолошке и историјске предмете.
Његов отац био је Ђорђе Еминовичи из Калињештија, молдавског села у Војводству Сучава, Буковина, које је тада било део Аустријског царства (док је његов отац дошао из Баната). Он је прешао границу и ушао у Молдавију, населивши се у Ипотештију, близу градића Ботошани. Оженио је Ралуку Јурашку, наследницу старе молдавске аристократске породице. У регистру Јунимее, Еминеску је написао да је његов датум рођења 22. децембар 1849. године, док у документима из гимназије Чернауци, коју је Еминеску похађао, као његов рођендан се наводи 14. децембар 1849. године. Ипак, Титу Мајореску, у свом раду Еминеску и његове песме из 1899. године цитира истраживање Н. Д. Ђурескуа и усваја његов закључак који се тиче датума и места рођења Михаја Еминескуа, што је 15. јануар 1850. године у Ботошанима. Овај датум појављује се у неколико извора, међу којима је био и досије белешки о крштеницама из Успењске цркве у Ботошанима; у овом досијеу датум рођења је био 15. јануар 1850. године, а датум крштења 21. истог месеца. Датум његовог рођења потврдила је песникова старија сестра, Агле Дрогли, која је потврдила да је место рођења село Ипотешти.

## Биографија

### Младост
Михаил (како се појављује у записима са крштења) или Михај (облик имена који је чешће користио) рођен је 15. јануара 1850. године у Ботошанима, Молдавија. Своје рано детињство провео је у Ботошанима и Ипотештију, у породичној кући својих родитеља. У периоду 1858—1866. године похађао је школу у Чернауцију, а четврти разред завршио је као пети од 82 деце, након чега је похађао још две године гимназије.
Први доказ о Еминескуу као писцу потиче из 1866. године. Јануара те године, румунски учитељ Арон Пумнул преминуо је, а његови ученици у Чернауцију су објавили памфлет под називом Сузе гимназијалаца (рум. Lăcrămioarele învățăceilor gimnaziaști) у ком се налази песма На гробу Арона Пумнула (рум. La mormântul lui Aron Pumnul) потписана као „М. Еминовичи”. Дана 25. фебруара, његова песма Кад бих имао (рум. De-aș avea) објављена је у књижевном часопису Породица (рум. Familia) Јосифа Вулкана у Пешти. Овиме је започета стална серија објављивања песама, као и повремених превода са немачког језика. Такође, Јосиф Вулкан, коме се нису свидела словенски суфикс „-ичи” за румунска презимена, изабрао је за младог песника очигледније румунско уметничко име — Михај Еминеску.
Године 1867, Еминеску се придружио трупи Јоргуа Карагиналеа као записничар и суфлер, а следеће године је прешао у трупу Михаја Паскалија. Обе ове трупе биле су међу водећим румунским позоришним трупама тог времена, а потоња је за чланове имала и Матеја Милоа и Фанија Тардинија Владическуа. Еминеску се убрзо преселио у Букурешт, где је крајем новембра постао службеник преписивач Народног позоришта. Током тог периода, он је наставио да пише и објављује песме. Станарину у Букурешту плаћао је преводећи стотине страна књиге Хајнриха Теорода Ричера, иако тај рад никада није довршио. Такође је у то време започео свој роман Протраћени геније (рум. Geniu pustiu), који је објављен постхумно 1904. године у недовршеном облику.
Дана 1. априла 1869. године, он је био један од суоснивача књижевног круга Оријент, чије је интересовање, између осталог, било сакупљање румунског фолклора и докумената који се тичу историје румунске књижевност. Дана 29. јуна, бројни чланови Оријента добили су задатак да оду у различите провинције, а Еминескуу је била додељена Молдавија. Тог лета, он је, сасвим случајно, срео свог брата Јоргуа, војног официра, у парку Чишмигиуу, али је чврсто одбио Јоргуов покушај да га наведе да обнови везе са својом породицом.
Лета исте године, Еминеску је напустио Паскалијеву трупу и отпутовао у Чернаути и Јаши. Ипак је обновио везе са својом породицом; отац му је обећао редовну надокнаду уколико настави своје студије у Бечу те јесени. Као и увек, наставио је да пише и објављује поезију; посебно, поводом смрти бившег владара Влашке, Барбуа Димитрија Штирбеја, Еминеску је објавио памфлет под називом О смрти принца Штирбеја (рум. La moartea principelui Știrbei).

### 1870-е
Од октобра 1869. до 1872. године Еминеску је студирао у Бечу. Не испуњавајући услове да постане универзитетски студент (пошто није имао диплому), он је похађао предавања као такозвани „ванредни слушалац” на Факултету за филозофију и право. Био је активан током свог студентског живота, спријатељио се са Јоаном Славичијем и упознао Беч преко Веронике Микле. Постао је сарадник Књижевних конверзација (рум. Convorbiri Literare), које је уређивало друштво Јунимеа (рум. Junimea). Вође ове културне организације, међу којима су били књижевници попут Петра П. Карпа, Васила Погора, Теодора Розетија, Јакоба Негруција и Титуа Мајорескуа, остварили су свој политички и културни утицај на Еминескуа који се могао осетити до краја његовог живота. Импресиониран једном од Еминескуових песама — Венера и Мадона (рум. Venere şi Madonă) — Јакоб Негруци, уредник часописа Convorbiri Literare, отпутовао је у Беч како би га упознао. Негруци је касније написао како би могао да издвоји Еминескуа из гомиле младих људи у бечком кафеу захваљујући његовој „романтичарској” појави: дуга коса и поглед изгубљен у мислима.
Године 1870, Еминеску је написао три чланка под псеудонимом Варо, које је објавио у часопису Federaţiunea у Пешти, а који говоре о положају Румуна и других мањина у Аустроугарском царству. Он је затим постао новинар и радио је у новинама Пчела (Albina) у Пешти. Од 1872. до 1874. године, наставио је своје студије у Берлину, захваљујући стипендији коју му је понудило друштво Јунимеа.
Од 1874. до 1877. године, радио је као директор Централне библиотеке у Јашију, заменски наставник, школски инспектор за округе Јаши и Васлуј, и као уредник новина Гласник Јашија (рум. Curierul de Iași), све то захваљујући свом пријатељству са Титуом Мајорескуом, вођом Јунимее и ректором Универзитета у Јашију. Еминеску је наставио да објављује у часопису Convorbiri Literare. Постао је добар пријатељ Јона Креанге, књижевника кога је он убедио да постане писац и представио га књижевном клубу Јунимеа.
Еминеску се током 1877. године преселио у Букурешт, где је до 1883. године прво био новинар, а потом (од 1880. године) и главни уредник листа Време (рум. Timpul). Током тог периода, написао је неке од својих најпознатијих песама, међу којима су и Scrisorile, Luceafărul, Odă în metru antic и друге. Већи део његових угледних чланака настао је управо у овом периоду, када се Румунија борила против Османског царства у Руско-турском рату, у периоду 1877—1878. године, као и током целе дипломатске трке која је на крају довела до међународног признања румунске независности, али под условом да свим људима јеврејске вере да румунско држављанство. Еминеску се супротставио овој и још једној клаузули Берлинског споразума: Румунија је морала да преда своју јужну Бесарабију Русији у замену за Северну Добруџу, бившу османску провинцију на Црном мору.

### Каснији живот и смрт
Осамдесете године девентаестог века биле су време кризе и погоршања песниковог здравственог стања, кулминирајући његовом смрћу 1889. године. О детаљима саме смрти се и даље воде расправе.
Од 1883. године, када је Еминескуова лична криза и његова још проблематичнија здравствена питања постала очигледна — па све до 1886. године, песника су у Аустрији и Италији лечили специјалисти који су, према речима његовог пријатеља Јоана Славичија, успели да га дигну на ноге. Године 1886, Еминеску је доживео нервни слом и лечили су га румунски доктори, првенствено Јулијан Богдан и Панаит Зосин. Они су истог тренутка дијагностиковали сифилис, након што је хоспитализован у болницу за неуролошке болести у оквиру манастира Њамц, песник је лечен живом. Прво је био подвргун масажама у Ботошанима, које је изводио доктор Ицак, а потом је пребачен у санаторијум доктора Александруа А. Шуцуа, где му је између јануара и јуна 1889. године убризгаван живин хлорид. Професор доктор Иринел Попеску, дописни члан Румунске академије и председник Румунске академије медицниских наука, наводи да је Еминеску умро због тровања живом. Он такође наводи да је песника лечила група некомпетентних доктора и држала га у беди, што му је такође скратило живот. Жива је као лек против сифилиса била забрањена у западној Европи у 19. веку, управо због њених штетних ефеката.
Михај Еминеску је умро у 4 сата ујутру, дана 15. јуна 1889. године, у институту Каритас, санаторијуму који је водио доктор Шуцу, а који се налази у Букурешту, у Улици Плантелор број 2. Еминескуова последња жеља била је чаша млека, коју му је лекар протурио кроз металну шпијунку „ћелије” у којој је провео последње сате свог живота. Као одговор на ову услугу, наводи се да је Еминеску рекао: „Распао сам се”. Следећег дана, 16. јуна те године, званично је проглашен мртвим, а правне папире припремили су доктори Шуцу и Петреску, који су поднели званичан извештај. Ова папирологија сматра се двосмисленом, пошто песников узрок смрти није јасно наведен, а није било назнака о било којем другом фундаменталном стању које је могло довести до његове изненадне смрти. У ствари, песников медицински досије и обдукциони извештај указују на менталног, а не физичког поремећаја. Поред тога, аутопсија коју је изводио др Томеску, а потом и др Маринеску, није могла да проучи мозак пацијента, пошто је медицинска сестра ненамерно заборавила мозак поред отвореног прозора, па се исти брзо распао.
Једна од првих хипотеза која се није слагала са посмртним налазима Еминескуовог узрока смрти штампана је 26. јуна 1926. године у чланку у новинама Universul. Овај чланак упућује на хипотезу да је Еминеску умро након што га је један други пацијент, Петар Поенару, бивши управник у Крајови, ударио у главу даском.
Доктор Винец, лекар који је Еминескуу додељен у Каритасу, тврдио је у то време да је песникова смрт била резултат инфекције настале, поред повреде главе. Конкретно, он наводи да је рана на глави била заражена, што је довело до црвеног ветра, који се потом проширио на лице, врат, горње удове, грудни кош и абдомен. У истом извештају, који Николаје Георгеску наводи у свом раду Eminescu târziu, Винец наводи да „смрт Еминескуа није настала због повреде главе која се десила 25 дана пре смрти и која је потпуно зацелила, већ као последица старијег ендокардитиса (који је дијагностиковао и професор Н. Томеску)”.
Савремени специјалисти, пре свега лекари који су се бавили Еминескуовим случајем, одбацују обе хипотезе о узроку смрти песника. Према њима, песник је умро од кардио-респираторног застоја изазваног тровањем живом. Еминеску је погрешно дијагностикован и лечен, с циљем његовог уклањања из јавног живота, како неки еминесколози тврде. Еминескуа је др Јулијан Богдан у Јашију још 1886. године дијагностиковао као сифилитичног, паралитичног и човека на граници деменције звог прекомерне употребе алкохола, а на мозгу су се појавиле сифилитичне гуме. Исту дијагнозу дао је и доктор Панаит Зосин, кога је Еминеску консултовао 6. новембра 1886. године, и који је написао да је пацијент Еминеску патио од „менталног отуђења”, узрокованог појавом сифилиса и погоршаним алкохолизмом. Даља истраживања показала су да песник уопште није боловао од сифилиса.

## Дела
Николаје Јорга, румунски историчар, сматра Еминескуа оцем модерног румунског језика, који је на румунски језик утицао на исти начин као што је Шекспир директно утицао на енглески језик. Еминеску се једногласно слави као највећи и најрепрезентативнији румунски песник.

### Поезија
Његове песме покривају широк спектар тема, од природе, преко љубави и мржње, до друштвених коментара. Ране године песника евоциране су у његовој каснијој поезији са дубоком носталгијом.
Еминескуове песме преведене су на више од 60 различитих језика. Његов живот, рад и поезија у великој мери су утицали на румунску културу и његове песме су нашироко проучаване у државним румунским школама.
Најзначајније песме:
- Doina (ово је име традиционалног типа румунске песме), 1884
- Lacul (Језеро), 1876
- Luceafărul (Луцифер), 1883
- Floare albastră (Плави цвет), 1884
- Dorința (Страст), 1884
- Sara pe deal (Вече на брду), 1885
- O, rămai (Ох, задржи се), 1884
- Epigonii (Епигоин), 1884
- Scrisori (Писма или "Посланице/Сатире")
- Și dacă (А ако...), 1883
- Odă în metru antic (Ода античкој метрици), 1883
- Mai am un singur dor (Имам још једну жељу), 1883
- La Steaua (На звезди), 1886

## Румунска култура
Еминеску је имао само 20 година када га је Титу Мајореску, водећи књижевни критичар у Румунији, 1870. године назвао „правим песником” у есеју у ком је само шачица румунских песника тада била поштеђена Мајорескуове оштре критике. Током наредне деценије, Еминескуова препознатиљивост као песника непрестано је расла, захваљујући: (1) начину на који је успео обогатити књижевни језик речима и фразама из свих румунских регија, из старих текстова, као и новим речима које је сковао захваљујући бројном прочитаном филозофском штиву; (2) употреби храбрих метафора, превише ретких у раној румунској поезији; (3) на крају, али не и најмање важно, он је био први румунски писац који је објављивао у свим румунским провинцијама и који је константно био заинтересован за проблеме Румуна, без обзира на део државе у ком живе. Он је себе дефинисао као романтичара, у песми названој Мојим критичарима (рум. Criticilor mei), и ово сврставање, његова прерана смрт, као и његов боемски начин живота (никада није јурио диплому, позицију, жену, нити богатство) повезале су га са романтичарском фигуром генија. Још крајем осамдесетих година деветнаестог века, Еминеску је имао групу верних следбеника. Његова песма Luceafărul из 1883. године била је толико упечатљива да је нови књижевни часопис добио име по њој.
Најреалнију психолошку аналзиу Еминескуа написао је Ј. Л. Карагиале, који је, након смрти песника, објавио три кратка чланка о овој теми: У Нирвани, Иронија, и Две белешке. Караигале је навео да је Еминеску карактеристичан по томе што је „имао изразито јединствену природу”. Еминескуов живот био је континуирана осцилација између интровертних и екстровертних ставова.
Тако сам га тада познавао, и такав је остао до последњих тренутака благостања: весео и тужан; друштвен и критичар; благ и нагао; био је захвалан за све и несрећан због неких ствари; овде је био уздржљив попут пустињака, онде је био амбициозан према животним задовољствима; понекад је бежао од људи да би их некад потом тражио; био је безбрижан као стоик и колеричан као напета девојка. Чудна мешавина! — срећан за уметника, несрећан за мушкарца!
Портрет који је дао Титу Мајореску у својој студији о Еминескуу и његовим песмама наглашава Еминескуове интровертне доминантне особине. Титу Мајореску је промовисао слику сањара који је био далеко од стварности, који није патио због материјалних услова у којима је живео, без обзира на све ироније и похвале његових суседа, његова главна карактеристика била је „апстрактна спокојност”.
У стварности, баш као што се може открити из његових песама и писама и као што се Карагинале присетио, Еминеску је ретко био под утицајем бурних подсвесних мотива. Еминескуов живот био је само преклапање циклуса различитих величина, направљен од изненадних рафала које су хранили снове и кризе услед утицаја стварности. Циклуси би могли да трају од неколико сати или дана до неколико недеља или месеци, у зависности од значаја догађаја, или би трајали и дуже, када су били повезани са догађајима који су значајно обележили његов живот, као што је био његов однос са Вероником, његовим политичким активностима током студентских година, или чињеница да је присуствовао скуповима друштва Јунимеа или чланака које је објављивао у новинама Време. Некада је имао јединствен начин да описује сопствену кризу љубоморе.
Мораш знати, Вероника, да колико те волим, понекад те и мрзим; мрзим те без разлога, без речи, само зато што замишљам да се смејеш са неким другим, и твој смех му не значи оно што значи мени и осећам да се љутим на помисао да те неко други додирује када је твоје тело искључиво и без пристрасности некоме. Понекад те мрзим јер знам да си ти власник свих ових привлачности којима си ме очарала, мрзим те кад посумњам да би могла да напустиш моје богатство, моје једино богатство. Могао бих бити срећан само поред тебе ако бисмо били далеко од других људи, негде, тако да никад не бих морао показивати те било коме и могао бих бити опуштен само уколико бих те могао држати затвореном у кућици за птице у коју само ја могу да уђем.

### Национални песник
Еминеску је убрзо проглашен румунским националним песником, не зато што је писао у доба националног препорода, већ зато што су га као аутора од највећег значаја препознали Румуни из свих провинција. Он се чак и данас сматра националним песником Румуније, Молдавије, као и Румуна који живе у украјинском делу Буковине.

## Наслеђе
Еминеску је свеприсутан у данашњој Румунији. Његове статуе налазе се свуда широм државе; његов лик се налазио се на новчаници од 1.000 румунских леја издатих 1991, 1992. и 1998. године, као и на банкноти од 500 румунских леја из 2005. године као највише номираној румунској новчаници. Еминескуова липа преставља једну од најпознатијих природних знаменитости у Румунији, а такође и многе школе и друге институције су добиле назив по њему. Датуми његовог рођења и смрти прослављају се сваке године у многим румунским градовима, а 1989. године постали су национална прослава (стогодишњица од његове смрти), као и 2000. (150 година од његовог рођења, па је из тог разлога ова година проглашена за годину Еминескуа у Румунији).
Неколико младих румунских песника изазвало је велики скандал када су писали о својој демистификованој идеји Еминескуа и отишли тако далеко да су одбацили „званичну” интерпретацију његових дела.

### Међународно наслеђе
Споменик посвећен Еминескуу и Мухамеду Икбалу откривен је у Исламабаду, Пакистан, 15. јануара 2004. године, у знак сећања на везе између Румуније и Пакистана, као и у знак дијалога између цивилизација који је могућ кроз међукултурално умрежавање њихових песничких наслеђа.
Године 2004. је откривена статуа Михају Еминескуу у Монтреалу, Квебек, Канада.
- Споменици Михају Еминескуу (избор)
- Статуа Михаја Еминескуа у Јашију
- Статуа Михаја Еминескуа, Кишињев
- Михај Еминеску, споменик Тудора Катараге, Кишињев
- Еминескуова липа, Копоу парк, Јаши
- Плоча посвећена Михају Еминескуу, Реканати

## Политички ставови
Због својих конзервативних националистичких ставова, Еминеску је лако и брзо прихваћен као икона румунског права. Главна препрека његовом потпуном прихватању била је чињеница да се никада није представљао као хришћанин, а његова поезија је прилично неселективно обрађивала будистичке, хришћанске, агностичке и атеистичке теме.
Деценију након што су Еминескуови радови критиковани као „мистични” и „буржоазијски”, румунски комунисти усвојили су Еминескуа као главног румунског песника. Оно што је отворило врата за ово отапање била је песма Цар и пролетер (рум. Împărat și proletar) коју је Еминеску написао под утицајем догађаја у Француској у периоду 1870—1871. године, а који су се завршили Шопенхауеровом критиком људског живота. Пречићена верзија песме приказивала је само строфе које би Еминескуа могле представити као песника заинтересованог за судбину пролетера.
Такође је било откривено да се Еминеску залагао за снажно антисемитско законодавство по немачком моделу, рекавши, између осталог, да „Јеврејин не заслужује никаква права било где у Европи зато што не ради ништа”. Ово, ипак, није био необичан или погрешан став у културном и књижевном миљеу његовог доба.

### Завршена дела
- Mihai Eminescu, Opere, vol. I, Poezii tipărite în timpul vieții, Introducere, Note și variante, ediție critică îngrijită de Perpessicius, Fundația pentru Literatură și Artă, Regele Carol al II-lea, 1939
- Mihai Eminescu, Opere, vol. II, Poezii tipărite în timpul vieții, Note și variante, De la Povestea Codrului la Luceafărul, ediție critică îngrijită de Perpessicius, Fundația pentru Literatură și Artă, Regele Carol al II-lea, 1943.
- Mihai Eminescu, Opere, vol. III, Poezii tipărite în timpul vieții, Note și variante, De la Doina la Kamadeva, Fundația pentru Literatură și Artă, Regele Mihai I, 1944
- Mihai Eminescu, Opere, vol. IV, Poezii postume. Anexe. Introducere. Tabloul edițiilor, ediție critică îngrijită de Perpesiccius, București, Editura Academiei Române R.P.R., 1952
- Mihai Eminescu, Opere, vol. V, Poezii postume. Anexe. Note și variante. Exerciții și moloz- Addenda și corrigenda. Apocrife. Mărturii. Indice, ediție critică îngrijită de Perpessicius, București, Editura Academiei Române, Muzeul Literaturii Române, R.P.R., 1958
- Mihai Eminescu, Opere, vol. VI, Literatura populară, Introducere. Poeme originale de inspirație folclorică, Lirica populară, balade. Dramatice. Basme în proză, Irmoase. Paremiologie. Note și variante. Anexe. Exerciții și moloz. Caetul anonim, Bibliografie, Indici. Ediție critică îngrijită de Perpessicius, București, Editura Academiei Române, Muzeul Literaturii Române, R.P.R., 1963
- Mihai Eminescu, Opere, vol. VII, Proză literară. Sărmanul Dionis. La Aniversară. Cezara. Geniul pustiu. Celelalte proze postume. Texte inedite, studiu introductiv de Perpessicius, Editura Academiei Române, Muzeul Literaturii Române, 1977
- Mihai Eminescu, Opere, vol. VIII, Teatrul original și tradus. Traducerile de proză literară, Dicționarul de rime, studiu introductiv de Petru Creția, ediție critică întemeiată de Perpessicius, Editura Academiei Române, 1988
- Mihai Eminescu, Opere, vol. IX, Publicistică 1870- 1877, Albina, Familia, Federațiunea, Convorbiri literare, Curierul de Iași, studiu introductiv de Al. Oprea, ediție critică întemeiată de Perpessicius, Editura Academiei Române, Muzeul Literaturii române, 1988
- Mihai Eminescu, Opere, vol. X, Publicistica. 1 noiembrie 1887- 15 februarie 1890, Timpul, ediție critică întemeiată de Perspessicius, coordonator Dimitrie Vatamaniuc, Editura Academiei Române, 1989
- Mihai Eminescu, Opere, vol. XI, Publicistică, 17 februarie – 31 decembrie 1880, Timpul, ediție critică întemeiată de Perspessicius, coordonator Dimitrie Vatamaniuc, Editura Academiei Române, Muzeul Literaturii Române, 1984
- Mihai Eminescu, Opere, vol. XII, Publicistică, 1 ianuarie-31 decembrie 1881, Timpul, coordonator Dimitrie Vatamaniuc, Editura Academiei Române, Editura Academiei Române, Muzeul Literaturii române, 1985
- Mihai Eminescu, Opere, vol. XIII, Publicistică, 1882-1883, 1888-1889, Timpul, România liberă, Fîntîna Blanduziei, ediție critică întemeiată de Perpessicius, coordonator Dimitrie Vatamaniuc, Editura Academiei Române, Muzeul Literaturii Române, 1985
- Mihai Eminescu, Opere, vol. XIV, Traduceri filozofice, istorice și științifice. Hurmuzaki. Rötscher. Kant. Leskien. Bopp. Articole și excerpte, ediție critică întemeiată de Perspessicius, coordonator Dimitrie Vatamaniuc, studiu introductiv de Al. Oprea, Editura Academiei Române, Muzeul Literaturii Române, 1983
- Mihai Eminescu, Opere, vol. XV, Fragmentarium, Addenda ediției, ediție critică întemeiată de Perspessicius, coordonatori D.Vatamaniuc și Petru Creția, Editura Academiei Române, Muzeul Literaturii Române, 1993
- Mihai Eminescu, Opere, vol. XVI, Corespondență. Documentar, ediție critică întemeiată de Perspessicius, coordonatori D.Vatamaniuc și Petru Creția, Editura Academiei Române, Muzeul Literaturii Române, 1989

### Биографије
- George Călinescu, Viața lui Mihai Eminescu, 1945
- Crețu, Ion, Mihail Eminescu (biografie documentară), Editura pentru Literatură, București,1968
- Dumitru Murărașu, Mihai Eminescu-viața și opera, Editura Eminescu,1983
- Ilina Gregori,Știm noi cine a fost Eminescu? Fapte, enigme, ipoteze, Editura Art,2008

### Монографије, студије, критике (период 1892—1947. године)
- Titu Maiorescu, Critice, 1892
- Tudor Vianu, Poezia lui Eminescu, 1930
- G. Călinescu, Viața lui Mihai Eminescu, 1932
- G. Călinescu, Opera lui Mihai Eminescu, IV volume, 1934-1936
- D. Caracostea, Arta cuvântului la Eminescu, 1936
- G. Călinescu, Istoria literaturii române de la origini până în prezent,
- T. Arghezi, Eminescu, 1943
- D. Caracostea, Creativitatea eminesciană, 1943
- E. Lovinescu, Eminesciana

### Монографије, студије, критике (изабрани радови)
- Amita Bhose, Eminescu și India, Editura Junimea, Iași, 1978, 176 p.
- Gheorghe Bulgăr, Momentul Eminescu în evoluția limbii române literare, Editura Minerva, 1971
- Gh. Bulgăr, De la cuvînt la metaforă în variantele liricii eminesciene, Junimea, Iași, 1975, 264 p.
- Constantin I. Calotă, Poezia lui Mihail Eminescu și psihologia romantismului, Cu o prefață de C. Rădulescu-Motru, Editura Librăriei „Principele Mircea”, București, 1936;
- Constantin I. Calotă, Idealismul magic la Novalis și Eminescu, Editura Librăriei „Principele Mircea”, București;
- Dumitru Caracostea, Creativitatea eminesciană, Editura Fundațiilor Regale, 1943
- G. Călinescu, Opera lui Mihai Eminescu, vol. I-V, Editura Fundațiilor Regale, 1934-1936 și reed, Editura Minerva
- G. Călinescu, Avatarii Faraonului Tlà, Editura Junimea, Iași, 1979, 192 p.
- Matei Călinescu, Titanul și geniul în poezia lui Eminescu, E.P.L., 1964
- Rosa del Conte, Mihai Eminescu o dell Assoluto, 1962
- Petru Creția, Testamentul unui eminescolog, Humanitas, 1998
- Ion Dumitrescu, Metafora mării în poezia lui Eminescu, Editura Minerva, București, 1972, 356 p.
- Zoe Dumitrescu-Bușulenga, Eminescu, 1963
- Zoe Dumitrescu Bușulenga, Eminescu, cultură și creație
- Zoe Dumitrescu-Bușulenga, Eminescu și romantismul german, Editura Eminescu, București, 1986, 292 p.
- László Gáldi, Stilul poetic al lui Mihai Eminescu, Editura Academiei RPR, București, 1964, 473 p.
- Alain Guillermou, La Génèse intérieure des poésies d Eminescu, Paris, Didier, 1963;
- Alain Guillermou, Geneza interioară a poeziilor lui Eminescu, Traducere de Gh. Bulgăr și Gabriel Pîrvan, Editura Junimea, Iași, 1977, 608 p.
- G. Ibrăileanu, Eminescu, studii și articole, Ediție îngrijită, prefață, note și bibliografie de Mihai Drăgan, Editura Junimea, Iași, 1974, 384 p.
- Iurii Kojevnikov, Mihai Eminescu și problema romantismului în literatura română, Traducere, prefață și indice de autori de Ariton Vraciu, Editura Junimea, Iași, 1979, 328 p.
- D. Murărașu, Mihai Eminescu, Viața și Opera, Editura Eminescu, București, 1983, 488 p.
- Constantin Noica, Introducere la miracolul eminescian, Editura Humanitas, București, 1992, 384 p., reeditare în 2003
- Edgar Papu, Poezia lui Eminescu, Editura Minerva, 1971
- Perpessicius, Eminesciana, Ediție îngrijită, prefață și bibliografie de Dumitru D. Panaitescu, Editura Junimea, Iași, 1983, 664 p.
- Ioana Em. Petrescu, Eminescu. Modele cosmologice și viziune poetică, Editura Minerva, 1972
- Ion Roșu, Legendă și adevăr în biografia lui M. Eminescu * Originile, Cartea Românească, București, 228 p. 1989.  978-973-23-0101-2.
- Eugen Simion, Proza lui Eminescu, 1964
- Alex Ștefănescu, Eminescu, poem cu poem. La o nouă lectură, Editura ALLFA, București. 2017.  978-606-783-069-9.
- Eugen Todoran, Eminescu, Editura Minerva, 1972
- Tudor Vianu, Studii de literatură, 1965
- Tudor Vianu, Poezia lui Eminescu, Editura Cartea Românească, 1930 și reed.
- Tudor Vianu, Eminescu, Prefață de Al. Dima, Editura Junimea, Iași, 1974, 356 p.
- Ion Negoițescu, Poezia lui Eminescu, 1967; Ediția a III-a, Editura Junimea, Iași, 1970, 184 p.
- Dicționarul limbii poetice a lui Eminescu, coord. Tudor Vianu, Editura Academiei, București, 1968

### Поезија и биограифија
- ICI.ro: Biografie
- Formula AS - Călătoria lui Eminescu în Transilvania
- Site elaborat special de Fundatia Culturala Libra si ITC, cu sprijinul financiar al Ministerului Culturii.
- Cinci mituri despre Mihai Eminescu, 22 ianuarie 2011, Andreea Dogar, Evenimentul zilei
- „Eminescu nu ne reflectă: în el punem imaginea noastră idilică", 15 ianuarie 2010, Andreea Dogar, Evenimentul zilei
- Celălalt Mihai Eminescu: cronicarul conservator, 12 ianuarie 2013, Mihai Mincan, Adevărul
- Volumele „Eminescu - drama sacrificării” de Theodor Codreanu și „Boala și moartea lui Eminescu” de Nicolae Georgescu (PDF)
- Primul film documentar despre Eminescu, realizat în 1914 de Octav Minar: „Eminescu, Veronica, Creangă”

### Новинарство
- Mihai Eminescu - omul politic naționalist și gazetarul tradiționalist

### Теорије завере
- Asociația Civic Media - Dosarul Eminescu
- Eminescu a fost victimă politică[мртва веза] - interviu cu Nicolae Georgescu (eminescolog), 14 ianuarie 2006, Daniela Cârlea Șontică, Jurnalul Național
- Eminescu - moartea misterioasa a unui geniu, 13 aprilie 2009, Georgiana Fefea, Descoperă